# 唐宋変革
唐宋変革（とうそうへんかく）は、唐代と宋代の間に起きた大規模な変革である。それを中国史上の画期に位置づける学説を唐宋変革論という。大正時代に内藤湖南が提唱し、その後の日本の東洋史学界に大きな影響を及ぼしている。
ただし、唐宋変革の位置づけについては中世から近世への変化とする学説（京大説）と、古代から中世への変化とする学説（歴研説）とがあり、両説を巡って激しい論争が展開された（中国史時代区分論争）。

## 概要
唐代から宋代にかけての中国史を唐宋変革期とする学説では唐代以前を貴族中心の時代と位置づけるのに対し、宋代では庶民が政治・経済・文化の中心になると解釈される。政治構造的には「君主独裁制」が宋代に敷かれるとする。日本の高等教育機関の東洋史の授業では唐宋変革論が中心的講義科目となっている。

## 経済
宋代に登場した士大夫は地主資本家などの経済人や儒教的教養人の顔を持っていた。南宋時代には華南の経済が急速に発展して江南地域の水田が大規模に開発された。経済の発展で人口が急増し、宋の時代に世界で初めて人口1億人を突破する国家となった。農地面積が4倍近くに増加した。稲の品種改良や麦と稲作の二毛作、稲作の二期作が登場した。
宋代に絹織物産業と製紙及び木版印刷など手工業が発達した。造船技術が進歩して海上交通や貿易が盛んになった。農地の造成治水や作物の生産技術の発達で高度な農業社会に発展した。陶磁器産業の最盛期で朝鮮半島や日本などアジア諸国に輸出された。京杭大運河などが建設された。運河の開通で地方の農村と都市部を結ぶ交通網が発展して開封などの商業都市が繁栄した。南方の物資を北部に輸送する大運河が機能していた。農村の市場町が多数誕生して社会が商業化した。
首都が開封に置かれたのは洛陽や長安のような伝統的な政治都市よりも物流の中心となる商業都市を宋王朝が重視するようになったためであった。宋代の経済面の特徴は、商品経済と都市の発達である。
紙幣や信用証券が登場し、市場経済の発達に拍車をかけた。宋銭が日本やアジアとの朝貢貿易などで広く流通した。

## 政治
魏晋南北朝・隋唐は門閥貴族層を中心とする律令政治が行われていた。皇帝権は弱体で、簒奪が多かった。宋代になると貴族制が崩壊し、後世に「君主独裁」と呼ばれる体制が構築されることとなる。また、官僚は「士大夫」と呼ばれる知識人層が中心となり、新たな政治の担い手となった。
こうした変化をもたらした要因の一つに、官吏登用制度の変化がある。魏晋南北朝における官吏登用制度であった九品官人法は門閥貴族の温床となっていた。隋代からは科挙が導入されたが、依然登用されるのは貴族が多く、政治構造に大きな変化をもたらすには至らなかった。しかし、宋代に科挙に殿試が導入されると、官僚の出自は大きく変化し、旧来の貴族は一掃された。士大夫と呼ばれた知識人の実家は地主や富裕な家庭であり、儒学などの教養の専門家だった
王安石によって青苗法・募役法・保甲法・保馬法・市易法・均輸法・平準法などの様々な新法の改革が神宗皇帝の時代に実施された。
宋朝は閉鎖的な和平外交の国家となった。傭われた兵による常備軍の動員が優先された。君主独裁体制を強化して殿試・文治主義の手法が導入された。両税法は土地私有や私有財産制を大幅に認めたところに新しさがあった。

## 学術・思想
作文や作詩の執筆技術が進歩して宋学や宋詞が成立した。唐宋八大家などの文学者が活躍して古典の暗記が重視された時代であった。木版印刷が普及した事で経書や史書が多く流通して科挙受験者数が急増した。儒学の古典などの印刷が盛んになり書物の需要が高まった。大蔵経が盛んに印刷された。
私塾・義塾など民間の教育機関が都市部に設置され、農村では書院や村塾なとが唐から宋にかけての時代に急増した。朱熹・陸九淵の学門以外に永嘉学など様々な儒教の学派が誕生した。士大夫層に禅宗が流行して民衆の間に浄土宗の信者が急増した。

## 科学技術
羅針盤の発明により、航海技術が大きく向上した。
火薬を用いた武器も発明され、それらはのちに南宋を併合したモンゴルによる征服活動とともに西洋にもたらされた。

## 研究史
内藤湖南が提唱したのが唐宋変革論である。それ以前は「唐宋八大家」の区分にみられるように、唐と宋の連続性を重視する見解が主流であった。これに対して唐宋変革論は、唐と宋を中国史上でも国家財政や経済文化の大変動が起きた時代と位置づける。これは日本の東洋史学界の主流を占める学説となり、後の時代区分を巡る論争においても、両派とも唐宋間で区分する点では共通していた。
内藤の死後は宮崎市定など京都学派（主に京都大学の研究者）に受け継がれた。京都学派の学説では、唐代までを中世として、宋代以降を近世とみなしている。宋代を近世とするのは、政治・経済・文化の多面的な変化はヨーロッパのルネサンスと共通点が多いことからである。

### 宋代の経済をめぐる論争
戦後の宋代史研究では生産の諸関係について、どれが基本的生産関係なのかその性格は何か種々の論争がされた。

#### 唯物史観と「生産関係」
戦後の歴史学界、とりわけ歴史学研究会の研究者の大きな影響を与えていたのが、唯物史観である。その認識は以下を骨子とする。
- 人間が生きていくゆえで大事な事は衣食住など諸生活手段の生産である。水田水利事業など農業用地を改善した[13]。
- 労働によって生産するのが経済で人間の諸活動の根源的なものである。人間は通常家族を構成して生産して互いの諸関係を結んでいる。賎民や奴婢が公的法的に宋の時代に姿を消していた[14]。
- 農業をする労働者（小作人）で家族を構成しないもの奴隷である。奴隷は普通は大土地所有者（一般的大家族を構成している）の下で農業生産に従事している。このような生産関係を奴隷的生産関係と言う。家族保有している大土地所有者に土地を借りて耕作行為と地代を納める。西欧のカテゴリーでは農業労働者の小作人の事を農奴と言う（中国では佃客と言う）このような大土地所有と農奴制的生産関係の土台で成立している社会を封建社会と言う。
- この生産をめぐる関係を生産関係と言う。その事に基づいて大土地所有者の直接生産者から余剰労働から収取関係や階級関係と言う。1つの社会通常複数の生産関係から成り立ち総称して生産諸関係の総体を生産様式と言う。生産諸関係について。基本的な生産の在り方はその社会の3つの性格がある。経済社会の生産システムの性格分類①は古代奴隷制社会である。生産システムの性格分類②は中世封建社会である。生産社会の最後の歴史性格の現代経済社会のシステムは③近代資本主義社会である。①古代奴隷制社会②中世封建社会③近代資本主義の3つの社会が生産システムを決定する。
- 宋代社会は大土地所有者の地主から土地を借りて耕す佃戸と奴隷がいて自分の小さい土地を私有して家族労働により耕す自作農がいる。自作農と結婚して家族を保有して土地を借りている佃戸がいる。自分で経営する農民を小農民経営と言う。奴隷は補足的なものである。これら全ての組織で皇帝と官僚が構成する専制国家権力が存在する。官僚は地主が科挙を受けて合格する。本来地主は官僚と地主と自作農の所有する土地の民田であり、国家は皇帝が所有する土地があり、公田（官田）と言われる田んぼがあり皇帝の土地で皇帝が大地主である。

#### 論争の概観
宋代史研究の第1期は昭和20年（1945年）の敗戦から1950年代の時期である。地主と佃戸関係を基本的な生産関係があるのか、など主に佃戸の歴史的性格をめぐって論争が展開された。東京大学・歴史学研究会を中心とする学派（東大派・歴研派）の周藤吉之と仁井田陞が佃戸の奴隷的隷属性の研究に着手し、地主に経済的のみならず人身的と人格的に支配されている事から農奴と規定した。東大派が宋代以降の中国の経済的な農業社会について封建社会説を唱えたのに対し、京都大学を中心する京都学派の宮崎市定は地主と佃戸の関係を自由と対等な経済的契約関係があるとして、宋代以降の社会を近世資本主義社会とした。全く相容れない両説を折衷しようとしたのが柳田節子で、地域差と言う観点を導入して両者の対立を解決しようとした。
宋代史研究の第2期は1960年代に唱えられたものである。国家は民である（自作農を中心に地主と佃戸も含まれる）事から国家と民の関係を基本とするものであり皇帝を唯一の奴隷主として民を全て皇帝の奴隷をする。重田徳と小山正明の個別人身支配説がある。他に田中正俊のアジア的奴隷制説があり皇帝を農奴主として民を全て農奴とする説と鳥居一康の国家的農奴制説がある。
宋代史研究の第3期が1970年代から現在に至る学説である。村落共同体を基礎として第1期の地主と佃戸関係の宋代史研究の学説と第2期の国家と民の関係の宋代史研究を統一しようとした時期である。柳田節子や高橋芳郎や佐竹靖彦など諸氏の研究の丹蕎二の説がある。生産関係と諸関係について宋代社会は農業社会である。大地から諸生活手段が誕生した。生産する人間集団の最少の単位は家族である。家族より上位の単位は村落である。村落か人間と同じ家族の生産と再生産活動に何の意味もないとされる。村落共同体は実在しないとされる。

#### 佃戸をめぐる論争
第1期が地主と佃戸関係で論争が行われた時期である。帝国大学中心の東洋史の唐宋変革の研究から戦後の歴史思想に変化した時代は昭和20年の敗戦の時期から1950年代の時期である。昭和20年代から昭和35年頃までに地主佃戸制を主張したのは周藤吉之である。中国の荘園は漢代から唐代まで別荘の意味で唐末より宋代に至って荘は田園の所在を指すようになった。漢代より唐代中期までの荘園所有者は宮廷と貴族である。唐代中期から五代十国時代は節度使と武人の時代であった。唐代の均田制が崩壊した後に均田農民の分解により上層農民の荘園所有者が出現する。節度使の保護を受けて官僚となり、宋代になり官戸形勢戸して荘園所有者となった。宋代の荘園の種類は2つある。1つ目の宋代の荘園は土地に集中しているものである。もう1つの宋代の荘園は各地に分散しているものがある。宋代の荘園には不輸の特権がなくて官僚の荘園は役を免除されていた。荘園について述べると地主の中から佃戸の中から指名された管理人を設置していた。耕作人は唐末に奴僕と荘客があり、奴隷に近い状態である。
宋代の農業は奴僕の耕作は重要でなくなる。佃戸の耕作が支配的となった。佃戸は奴隷に近いものが多かった。宋代の荘客について一般に佃戸がある。他の呼称は客戸・佃戸・租戸・地客・火客・隷農と呼ばれた。他の郷より引っ越して地主に租税契約の納めて土地・家屋・耕牛・農具を借りていた。代償として5割から6割の租税と副租税の納入をして、雑役に使用された。地主と佃戸の法律上の地位は、主人僕の分があって、刑法上2等の差別があり、佃戸は婚姻にも干渉された。佃戸は法律上移転の自由がなかった。江南地域では、北宋中期に佃戸に住居を移転する自由があった。随田佃戸について土地売買されるものが多かった。租税課税については現物納税が主流であった。分益方式の租税制度と定額租税制度があった。その他は代金納入方式と金納入の租税制度が宋王朝国家の税制度であった。まとめる論理の学説で税制度を述べると佃戸は重い税を納めていた。高利子の食糧返済するなど苦しい生活を送っており、南宋政府も凶作時代の減税を命じたが、効果がなかった。南宋末期以降に佃戸は地主の租税課税の納入しない『頑佃抗租』が行われた。官田について官戸形勢戸が請佃し、種戸に耕作させる二重に小作関係が成立していた。民田でも佃戸の請負制度、佃戸と種戸の二重の小作関係が成立してるところもあったが多くなかった。
宮崎市定が佃戸の二重の小作関係と田主から業主になり種戸になる変化する関係がある学説を唱えた。周藤は官から⇒田主となり⇒種戸になる関係図と、業主から佃主から種戸の変化する関係で宮崎市定の中間経理者の存在を否定した。佃僕について唐代の奴僕の子孫がいた。僕は佃戸のように主家より独立して住んで租税課税を納めていた。地客は僕と呼ばれた。宋代の荘園について雇用人（人力・女使）も僕と呼ばれた。奴僕と共に主家の直営地を耕作していた。宋代の佃戸について地主に経済的・人格的・身分的に強く隷属して奴隷的であった。

##### 周藤説の問題点
1. 宋代の農業が大土地所有が荘園という形態だった学説を唱えたが　宮崎市定が指摘したように、宋代における商品経済の一定の発展の下、土地所有はある程度分散的に零細的になっていた荘園の制度があった。
2. 周藤が佃戸の奴隷的隷属性質を強調するが、どうして頑佃抗租がおこるのか佃戸の佃権利が形成されるのかの疑問がある。
3. 佃戸の移転禁止の一般法律が南宋初期に制定されるが史料的根拠がない。